# Австронезийски езици
Австронезийските езици са езиково семейство, широко разпространено сред островите в Югоизточна Азия и Тихия океан, Мадагаскар и Тайван. Хавайският, таитянският и малгашкият език (използван в Мадагаскар) очертават географски австронезийската фамилия езици. Австронезийският се дели на дузина подсемейства, от които всички с изключение на един се срещат само в Тайван и близките до него острови (формозанските езици не са свързани с китайския). Всички австронезийски езици извън Тайван принадлежат към малайско-полинезийския клон (понякога наричани екстраформозански езици).
Австронезийското езиково семейство е едно от най-големите в света както по брой на езиците (1268 според справочника „Етнолог“), така и по големина на географското пространство, върху което се разпростира — от Мадагаскар до Великденските острови).
Името австронезийски идва от латинското auster („юг“ или „южен вятър“) и гръцкото nêsos („остров“).
Предполага се че езикът се заражда в източен до югоизточен Китай, след което се прехвърля в Тайван, където се намират най-големите различия в езиците от семейството. Никой от първоначалните континентални езици не се запазва (но някои са пренесени обратно по-късно).

## Структура
Австронезийските езици често използват повторения на думи или части от думи (като уики-уики) и също както много от източните и югоизточните азиатски езици имат ограничено количество фонеми и срички предимно от вида съгласна-гласна.

## Основни езици

### Родни езици
- Явански (76 милиона)
- Малайски (вкл. индонезийски малайски — ро̀ден за 40 милиона, ползван от общо 205 милиона говорещи)
- Сундански (о̀оден за 27 милиона в Индонезия)
- Тагалог (ро̀ден за 22 милиона, общо ~75 милиона говорещи)
- Себуански (ро̀ден за 19 милиона, общо ~30 милиона говорещи)
- Малгашки език (ро̀ден за 17 милиона)
- Мадурийски (14 милиона)
- Илокано (8 милиона)
- Хилигайнон (7 милиона местни, общо ~11 милиона говорещи)
- Минангкабау (7 милиона)
- Батак (вкл. всички диалекти — 6 милиона)
- Бикол (вкл. всички диалекти — 4,6 милиона)
- Банджар (4,5 милиона)
- Балийски (4 милиона)

### Официални езици
- Индонезийски малайски (ро̀ден за 23 милиона, говорен от над 200 милиона; Индонезия)
- Тагалог (ро̀ден за 22 милиона, общо ~85 милиона говорещи; Филипините)
- Малайски малайски (ро̀ден за 18 милиона; Малайзия, Сингапур и Бруней)
- Малгашки език (ро̀ден език за 17 милиона; Мадагаскар)
- Тетун (800 000 говорещи, Източен Тимор)
- Фиджийски (ро̀ден за 350 000, общо 550 000 говорещи; Фиджи)
- Самоански (370 000; Самоа)
- Таитянски (120 000; Френска Полинезия)
- Тонгански (108 000; Тонга)
- Кирибатски език (68 000, Кирибати)
- Маорски (100 000; Нова Зеландия, 60000)
- Чаморо (60 000; Гуам и Северни Мариански острови)
- Маршалски (маршал) (> 44 000, Маршалови острови)